# Euphyia regressaria
Euphyia regressaria là một loài bướm đêm trong họ Geometridae.